# Marcelo Donato Bruno
Marcelo Donato Bruno (Ciudad de Buenos Aires, Argentina. 7 de noviembre de 1969) es un exfutbolista argentino que jugaba como delantero y su último equipo fue la Asociación Deportiva Carmelita de la Segunda División de Costa Rica.
Fungió como director técnico de la Asociación Deportiva Carmelita desde 2009 hasta lograr su ascenso a la primera división nuevamente como asistente técnico de dicho equipo en segunda división , bajo las órdenes de Orlando de León Catalurda.
Actualmente Bruno se desempeña en dicho puesto en el club Carmelita.

## Clubes
| Club                             | País       | Año       |
| -------------------------------- | ---------- | --------- |
| Club Atlético Platense           | Argentina  |           |
| Associazione Sportiva Andria BAT | Italia     |           |
| UC San Severo                    | Italia     |           |
| Deportivo San Agustín            | Perú       | 1994      |
| Club Atlético Ituzaingó          | Argentina  | 1994-1995 |
| Sportivo Italiano                | Argentina  | 1995-1996 |
| Club Atlético Temperley          | Argentina  | 1996-1997 |
| Club Atlético Estudiantes        | Argentina  | 1997      |
| Hartlepool United F. C.          | Inglaterra | 1997      |
| Club Almagro                     | Argentina  | 1997-1998 |
| Sportivo Italiano                | Argentina  | 1998-1999 |
| CSD Defensa y Justicia           | Argentina  | 1999-2000 |
| Sportivo Italiano                | Argentina  | 2000-2001 |
| Acia                             | Italia     |           |
| Asociación Deportiva Carmelita   | Costa Rica | 2002-2009 |